# Ciclone Ophelia
O ciclone Ophelia (designação do JTWC: 21S; ciclone tropical Ophelia, segundo o CACT de Perth) foi o sexto ciclone tropical da temporada de ciclones na região da Austrália de 2007-08.
Ophelia formou-se sobre terra no Território do Norte, Austrália e seguiu para sudoeste, emergindo no Oceano Índico. Lá, o sistema encontrou condições favoráveis e fortaleceu-se, atingindo o pico de intensidade com ventos máximos sustentados de 120 km/h, segundo o Joint Typhoon Warning Center (JTWC), ou 100 km/h, segundo o Centro de Aviso de Ciclone Tropical (CACT) de Perth. Apesar de ter passado sobre terra no início de seu período de existência, Ophelia não provocou danos.

## História meteorológica

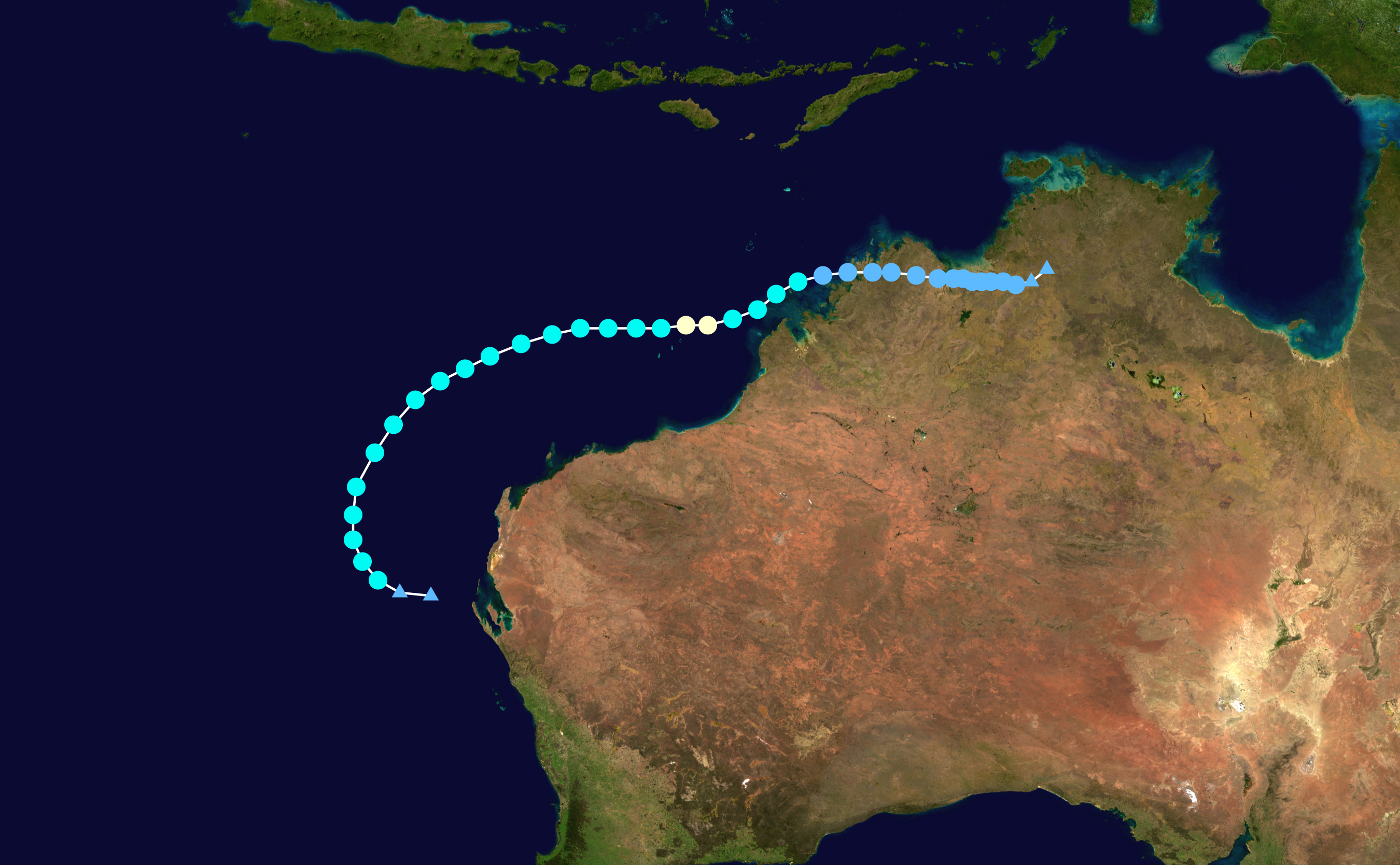
O caminho de Ophelia

Em 24 de Fevereiro, uma área de distúrbios meteorológicos formou-se sobre o noroeste da Austrália, mais especificamente sobre o Território do Norte. Em 27 de Fevereiro, o Centro de Aviso de Ciclone Tropical (CACT) de Darwin classificou esta área como uma área de baixa pressão tropical, ainda sobre terra. Em 29 de Fevereiro, o Joint Typhoon Warning Center emitiu um alerta de formação de ciclone tropical sobre o sistema em desenvolvimento, notando as condições favoráveis e o deslocamento do sistema no Oceano Índico. Em 1 de Março, a área de baixa pressão saiu da área de responsabilidade do CACT de Darwin e entrou na área de responsabilidade de Perth. Assim que o sistema emergiu no Oceano Índico, rapidamente se fortaleceu e o JTWC emitiu seu primeiro aviso sobre o ciclone tropical "21S". Ao meio-dia de 1 de Março, o CACT de Perth classificou a área de baixa pressão tropical como o ciclone tropical Ophelia, o sexto sistema tropical nomeado da temporada de ciclones na região da Austrália de 2007-08. Com condições favoráveis, como águas mornas e poucos ventos de cisalhamento, Ophelia fortaleceu-se e em 3 de março, atingiu o pico de intensidade com ventos constantes de 100 km/h, segundo o CACT de Perth, ou 120 km/h, segundo o JTWC. Seguindo na periferia noroeste de uma área de alta pressão sobre a Austrália Ocidental, Ophelia começou a seguir para sudoeste e para o sul.
Ophelia começou a se enfraquecer, pois encontrou ventos de cisalhamento moderados, ar seco e águas mais frias. Seguindo uma tendência contínua de enfraquecimento, Ophelia tornou-se uma área de baixa pressão tropical. Em 6 de Março, o CACT de Perth e o JTWC emitiram seus últimos avisos sobre Ophelia notando sobre a impossibilidade do ciclone continuar existindo.

## Preparativos e impactos
Foram emitidos alertas e avisos de ciclone para a costa de Kimberley, Austrália Ocidental, devido a possibilidade de rápido fortalecimento do ciclone assim que emergisse no mar. Empresas petrolíferas tiveram que interromper as suas atividades devido à passagem da área de baixa pressão tropical precursora de Ophelia sobre suas áreas de produção. Os remanescentes de Ophelia, juntamente com uma frente fria, trouxeram chuvas fortes e trovoadas para a costa sudoeste da Austrália. O Bureau of Meteorology chegou a emitir um aviso de enchente de curta duração para a área metropolitana de Perth.